# 埃布斯多弗格伦德
埃布斯多弗格伦德（德語：Ebsdorfergrund，意为“埃布斯多夫的土地”）是德国黑森州的一个市镇。总面积72.89平方公里，总人口8917人，其中男性4396人，女性4521人（2011年12月31日），人口密度122人/平方公里。